# 马里-夏尔·泰奥多尔·德·达穆瓦索
马里-夏尔·泰奥多尔·德·达穆瓦索·德·蒙福男爵（法語：Marie-Charles-Théodore de Damoiseau de Montfort，1768年4月6日—1846年8月6日），法国天文学家。1768年4月6日生于贝桑松，1846年8月6日在伊西雷穆利诺去世。达穆瓦索原本是一名炮兵军官，1792年法国大革命时离开法国，在1807年回法国前，曾任里斯本天文台台长助理。
1825年，他入选法国科学院院士，他曾是法国经度局（Bureau des Longitudes）成员之一，最著名的是他于1824年-1828年所发表的月球星历表。

## 科学研究

### 月球理论
1818年，拉普拉斯提议巴黎法国科学院设立了一项奖项，以表彰所有基于万有引力定律成功建立月球星历表之人。1820年，拉普拉斯所在的委员会将该奖项授予给了意大利天文学家卡利尼和普拉纳(Giovanni Antonio Amedeo Plana)，以及法国的达穆瓦

### 木星的卫星
请参阅
戴维.P.托德《延续止1900年的德·达穆瓦索木星卫星表》，1876年；
约翰·柯西·亚当斯《达穆瓦索木星卫星表 I和 表III的延续》，1877年。

## 荣誉
- 1831年获英国皇家天文学会金质奖章；
- 1832年入选美国文理科学院外籍荣誉院士[2]；
- 月球上的达穆瓦索陨石坑就是以他的名字命名的。

## 手稿
巴黎天文台收藏了大量达穆瓦索的手稿，查看达穆瓦索的手稿 http://alidade.obspm.fr （页面存档备份，存于）

## 著作
- 《1800年至1900年（1801年）里斯本可看到的日蚀报告》（1801年）；
- 《月球星历表，仅根据引力理论形成并将圆周划分为400等分》（1824年）；
- 《月球星历表，仅根据引力理论形成并将圆周划分为360等分》（1828年）；
- 《木星卫星蚀食表，基于它们相互吸引的理论以及观测所得常数而编制》(1836年), https://books.google.com/books?id=E-gRAAAAYAAJ （页面存档备份，存于）

## 备注
1. ↑  Hockey, Thomas. . Springer Publishing. 2009  [August 22, 2012]. ISBN 978-0-387-31022-0.
2. ↑   (PDF). American Academy of Arts and Sciences.   [7 August 2014]. （原始内容存档 (PDF)于2011-07-25）.

- G. Tagliaferri and P. Tucci, Carlini and Plana on the theory of the moon and their dispute with Laplace, Ann. of Sci. 56 (3) (1999), 221-269.